# Ángel Rozas
Ángel Rozas (General Pinedo, Chaco, 22 de marzo de 1950) es un abogado y político argentino, dirigente de la Unión Cívica Radical. Fue elegido gobernador de la provincia del Chaco en dos ocasiones (1995-1999 y 1999-2003), siendo el primer mandatario chaqueño en ser reelegido por el voto popular, así como el primer gobernador radical de esa Provincia. También se desempeñó como diputado por el Chaco en tres oportunidades (1983-1987, 1989-1993 y 1993-1995) por la legislatura provincial. En el Congreso de la Nación se desempeñó como diputado (2005-2007) y senador (2013-2019).
A la par de su carrera en la cartera pública, supo también desempeñar puestos de importancia dentro de su partido, siendo electo en el año 1999 como vicepresidente 1º del Comité Nacional de la UCR, acompañando en el cargo a Raúl Alfonsín y luego sucediéndolo en 2001 como presidente de este Comité, cargo que ejerció por dos períodos (2001-2003 y 2003-2005). Tiempo después, fue nuevamente electo como vicepresidente 1º de la UCR en el período 2009-2011, debiendo también asumir la presidencia a causa del pedido de licencia por campaña, solicitado por el entonces presidente partidario Ernesto Sanz.

## Carrera política

### Primeros años
Nacido en el seno de una familia en Charata, ingresó a la Universidad Nacional del Litoral, en el año 1969, egresando en 1973 de abogado. Tras su recepción, inició su carrera dentro de la UCR, arribando en 1983 a una banca en la Legislatura Chaqueña, en 1987 es convocado por Luis León para conformar la fórmula del radicalismo para las elecciones a gobernador de 1987, siendo derrotados por la fórmula Danilo Baroni-Emilio Carrara, del Partido Justicialista por 63.9 a 21.02 puntos. Durante su segundo mandato, estalló un gran escándalo que manchara su gestión, al darse a conocer un presunto caso de malversación de fondos que implicaba a su vicegobernador, Miguel Manuel Pibernus. Este último finalmente presentó su renuncia unos días después de conocerse la noticia. Ante esta situación, Rozas llama a elecciones provinciales para elegir un nuevo vicegobernador.

### Gobernador del Chaco (1995-2003)
A pesar de la derrota de 1987, en 1989 renovaría su banca dentro de la Legislatura Chaqueña, ejerciendo hasta el año 1993 y siendo reelecto para el período 1993-1997. Sin embargo, a mitad de este último período decidió presentar su renuncia, con el objetivo de presentar su candidatura a Gobernador de su Provincia. De esta manera, junto a su también excompañero de bancada Miguel Manuel Pibernus, se presentarían formalmente encabezando la fórmula de una alianza provincial pactada entre la Unión Cívica Radical y el Frente País Solidario (antecedente de la futura Alianza a nivel nacional). Con esta alianza, Rozas enfrentaría a la fórmula oficial de Acción Chaqueña (partido del entonces gobernante Rolando Tauguinas), encabezada por el ex-golpista José Ruiz Palacios, y a la del Partido Justicialista, encabezada por Florencio Tenev y con el total apoyo de la Presidencia de la Nación, a cargo de Carlos Saúl Menem. En primera vuelta, la alianza UCR-Frepaso se ubicaría en segunda posición por detrás de la fórmula del peronismo, sin embargo, al no haber superado el 45% de los votos, la situación forzó a una segunda vuelta, en la cual Rozas contó con el total apoyo del oficialismo provincial, obteniendo de esta manera la victoria y convirtiéndose en el primer gobernador de signo radical, en la historia de la Provincia del Chaco.
En 1999 fue reelegido gobernador, al obtener el 63.35 % de los votos, contra el 35.90 % de su principal oponente el peronista Jorge Capitanich. Luego de diversas denuncias por irregularidades, urnas apócrifas la justicia suspendió el conteo. El candidato opositor declaró “No me dejaré robar la elección”
El candidato a gobernador por el PJ denunció al presidente del Tribunal Electoral por connivencia con el radical Angel Rozas.El Tribunal Electoral chaqueño estaba encabezado por un juez designado durante el gobierno de Rozas lo que causó denuncias de falta de imparcialidad.
En 2001 sucedió a Raúl Alfonsín en la presidencia del Comité Nacional de la UCR, que ejerció por dos períodos —2001/2003 y 2003/2005— durante los cuales atravesó la crisis partidaria producida por la caída del gobierno de Fernando de la Rúa. 

#### Gestión como gobernador
En materia económica, durante su gestión se produjo un aumento considerable de la deuda provincial. Al inicio de la gestión de Ángel Rozas en 1995, la Provincia adeudaba el equivalente 9 meses de ingresos de coparticipación para cancelar la deuda. A fines del año 2003 cuando Rozas entregaba su gobierno el Estado Provincial la deuda equivalía a 38 meses de ingresos de coparticipación. El líder de la CGT, Julio Lorenzo, lo acusó de clientelismo político ya que 12 años los gobiernos de la Alianza lograron ingresar al Estado provincial a 10 000 contratados y a la par despidieron a 2.000 trabajadores Su elección estuvo marcada por denuncias se fraude electoral presentadas por el PJ y partidos provinciales contra varios allegados del gobernador En 2001 atravesó una crisis política cuando aceptó la renuncia del vicegobernador Miguel Pibernus, quien dimitió envuelto en un escándalo originado por diversas denuncias de corrupción, lo que causó una fractura interna en la UCR y pedidos de juicio político en la legislatura. El Plan Social Articulado AIPO que funciono entre 2000 y 2002, llevó a las denuncias contra el ministro Jorge Romero había desviado a cuentas bancarias a su nombre fondos nacionales provenientes del Programa Federal de Salud (ProFe). Esos recursos eran girados desde el Ministerio de Desarrollo Social de la Nación y debían destinarse específicamente para la cobertura sanitaria integral de más de 18 mil pacientes de los sectores más vulnerables, dicha causa prescribirá en 2016. Varios de sus funcionarios y su ministro de salud fueron imputados por irregularidades en la supuesta compra de medicamentos e insumos que nunca llegaron a los hospitales de Sáenz Peña, Juan José Castelli, Villa Angela y General San Martín.
En el año 2000 se produce un brote de dengue, que fue estudiado por el Instituto de Medicina Regional de la Universidad Nacional del Nordeste y el Hospital Muñiz. En el año 2009 el diputado peronista Ricardo Sánchez presentó una denuncia penal contra Rozas -y su entonces ministro de Salud Jorge Romero- por el ocultamiento de este brote y por considerar que no se habría actuado en consecuencia.
Durante su segundo mandato, estalló un gran escándalo que manchara su gestión, al darse a conocer un presunto caso de malversación de fondos que implicaba a su vicegobernador, Miguel Manuel Pibernus. Este último finalmente presentó su renuncia unos días después de conocerse la noticia. Ante esta situación, Rozas llama a elecciones provinciales para elegir un nuevo vicegobernador. En estas elecciones, triunfa su candidato Roy Nikisch. En 2003, se generó una amplia expectativa sobre una posible tercera reelección al cargo de Gobernador, algo que Rozas rechazó[cita requerida]. Al fin, participaría activamente en la campaña de su nuevo vicegobernador Nikisch, para que éste acceda a la Gobernación, hecho que se concretara luego de las elecciones de ese año.

#### Gabinete provincial
El gabinete de Rozas estuvo integrado por:
| Gabinete provincial de Ángel Rozas 1995 - 2003         | Gabinete provincial de Ángel Rozas 1995 - 2003 | Gabinete provincial de Ángel Rozas 1995 - 2003 |
| Cartera                                                | Titular                                        | Período                                        |
| ------------------------------------------------------ | ---------------------------------------------- | ---------------------------------------------- |
| Ministerio de Gobierno, Justicia y Trabajo             | Roy Nikisch Eduardo Aníbal Moro                | 1999 - 2001 1995 - 1997                        |
| Ministerio de Economía, Obras y Servicios Públicos     | Carlos José Soporsky                           | 1995 - 2003                                    |
| Ministerio de Producción                               | Héctor Romero Óscar Dudik                      | 1995 - 1999 1999 - 2003                        |
| Ministerio de Educación y Cultura                      | Raúl Manoiloff Luis Verdún                     | 1995 - 1999 1999 - 2003                        |
| Ministerio de Salud Pública                            | Jorge Humberto Romero                          | 1995 - 2003                                    |
| Secretaría de Desarrollo Social                        | María Elisa Rodríguez de Carrió                | 1995 - 1999                                    |
| Secretaría de Planificación y Evaluación de Resultados | María Elisa Rodríguez de Carrió                | 1999 - 2001                                    |

el vicegobernador Miguel Pibernus renunció tras un escándalo por irregularidades en donaciones, el gobernador llamó a elecciones para cubrir el puesto de vicegobernador ante pedidos de juicio político Pibernus debió renunciar.

### Diputado Nacional (2005-2007)
Tras su paso por la primera magistratura provincial, ingresó a la Cámara de Diputados de la Nación Argentina para el período 2005-2009, sin embargo decidió renunciar a este cargo haciendo públicas sus aspiraciones a un tercer mandato como gobernador de su provincia. Para las elecciones de ese año, conformaría una dupla con el ex-intendente de Presidencia Roque Saenz Peña, Carim Peche, con la cual se presentaría al frente de su histórica alianza Frente de Todos, sin embargo, tras la derrota frente a la fórmula del Partido Justicialista, encabezada por Jorge Capitanich, quien de esta forma volvería a poner al peronismo al frente del Gobierno Provincial, tras 12 años de radicalismo y 4 de Acción Chaqueña.
Tras esta derrota, Rozas entraría en una etapa de alejamiento de la cartera pública, sin renunciar a su actividad político-partidaria.

### Senador Nacional (2013-2019)
Su alejamiento de la política duraría finalizaría en el año 2013, cuando se presentó como candidato a Senador Nacional por el frente Unión por Chaco obteniendo el segundo lugar con el 34.12% y la banca por la minoría. Tras ser electo en este cargo, en el año 2016 fue elegido unánimemente por sus pares como nuevo Presidente del Bloque de Senadores Nacionales de la Unión Cívica Radical.
En noviembre de 2014 asumió como miembro del Consejo de la Magistratura en representación del Senado Nacional. Ocupó este cargo hasta noviembre de 2018 cuando fue reemplazado por Olga Inés Brizuela y Doria de la UCR de La Rioja.
Su voto en el proyecto de Ley de Interrupción Voluntaria del Embarazo del 8 de agosto de 2018 fue negativo.
En junio de 2019 anunció que renovaría su banca y se retiraría de la política cuando finalizara su mandato en diciembre de ese año.

## Controversias
Una fuerte controversia que tuvo a Ángel Rozas como protagonista, fue durante su etapa fuera de la administración pública, ya que en el año 2009 ordenaría a la Convención Provincial de la UCR, que tome la decisión en forma unilateral de expulsar de las filas del partido al Diputado Juan José Bergia. La raíz de este conflicto, fue la designación de la Presidencia de la Legislatura Chaqueña, cuya conformación quedó en partes iguales entre peronistas y radicales tras las elecciones de ese año. En este sentido, Rozas entablaría negociaciones con el entonces Gobernador Capitanich para llegar a un acuerdo. Sin embargo, desde la Convención Provincial de la UCR (mayoritariamente integrada por referentes del espacio Convergencia Social, Lista Azul liderado por Rozas) se emitiría un comunicado por el cual sus legisladores tomarían la decisión de apoyar para la presidencia a un legislador de origen radical, sin especificar puntualmente de quien se trataba. En ese sentido Bergia (que todavía pertenecía a la UCR, más precisamente al sector interno Movimiento de Participación, Lista Naranja), decidió autopostularse a la presidencia de la Cámara, cumpliendo con el mandato del comunicado, a pesar de que sus compañeros decidirían seguir apoyando a la entonces presidenta Alicia Mastandrea. Por otra parte, se lo acusó a Bergia de "traición" por haber sido acompañado por el bloque del Partido Justicialista y de "no cumplir el mandato partidario", algo que no había sido así, ya que en dicho comunicado no estaba explícito a quien apoyar. De esta manera, Rozas se valdría de estos argumentos para expulsar a Bergia, sin siquiera dar derecho a defensa, en un acto de completa unilateralidad. Previamente a estos sucesos, se produciría un intento de toma ilegal del Parlamento Chaqueño por parte de la Juventud Radical que desembocaría en una batalla campal entre simpatizantes de uno y otro sector político.
Como miembro del Consejo de la Magistratura junto con el juez radical Luis María Cabral intentó archivar el proceso contra el juez Armella que fue impulsada por la Corte Suprema al detectar una serie de irregularidades en la administración y supervisión señalándoselo como el defensor del mismo juez en el Consejo. En el espacio oficialista se dieron cuestionamientos hacia su conducción ya que según algunos radicales, que buscan marcar diferencias con el gobierno, “defiende las decisiones oficialistas sin argumentos sólidos y no representa nuestras postura, senadores radicales expresaron que Rozas “No está preparado para la jefatura del bloque, no abre la jugada, sus discursos son muy anacrónicos y solo se ocupa de defender al Gobierno”.
En febrero de 2016 fue denunciado ante la Fiscalía N.º 1 de Sáenz Peña por supuesto enriquecimiento ilícito, debido a la compra de un inmueble por un valor que no sería acorde con sus ingresos.
En las P.A.S.O. de 2023 para elección de Gobernador de la Provincia, sufre un duro golpe, cuando su candidato Juan Carlos Polini pierde la interna dentro del espacio Chaco Cambia, poniendo fin a años de hegemonía partidaria de su espacio.